# Дороманське мистецтво та архітектура
Дороманське мистецтво та архітектура — це період у європейському мистецтві, коли відбувався перехід від Пізньої античності до романського мистецтва. Його часові рамки визначаються від появи або королівства Меровінгів бл.500 р.н. е. або від Каролінзького відродження наприкінці VIII ст. н. е., до початку романського періоду в XI сторіччі. Термін «дороманське» переважно використовується для архітектури та монументальної скульптури, але в статті коротко описані і інші види мистецтва того періоду.

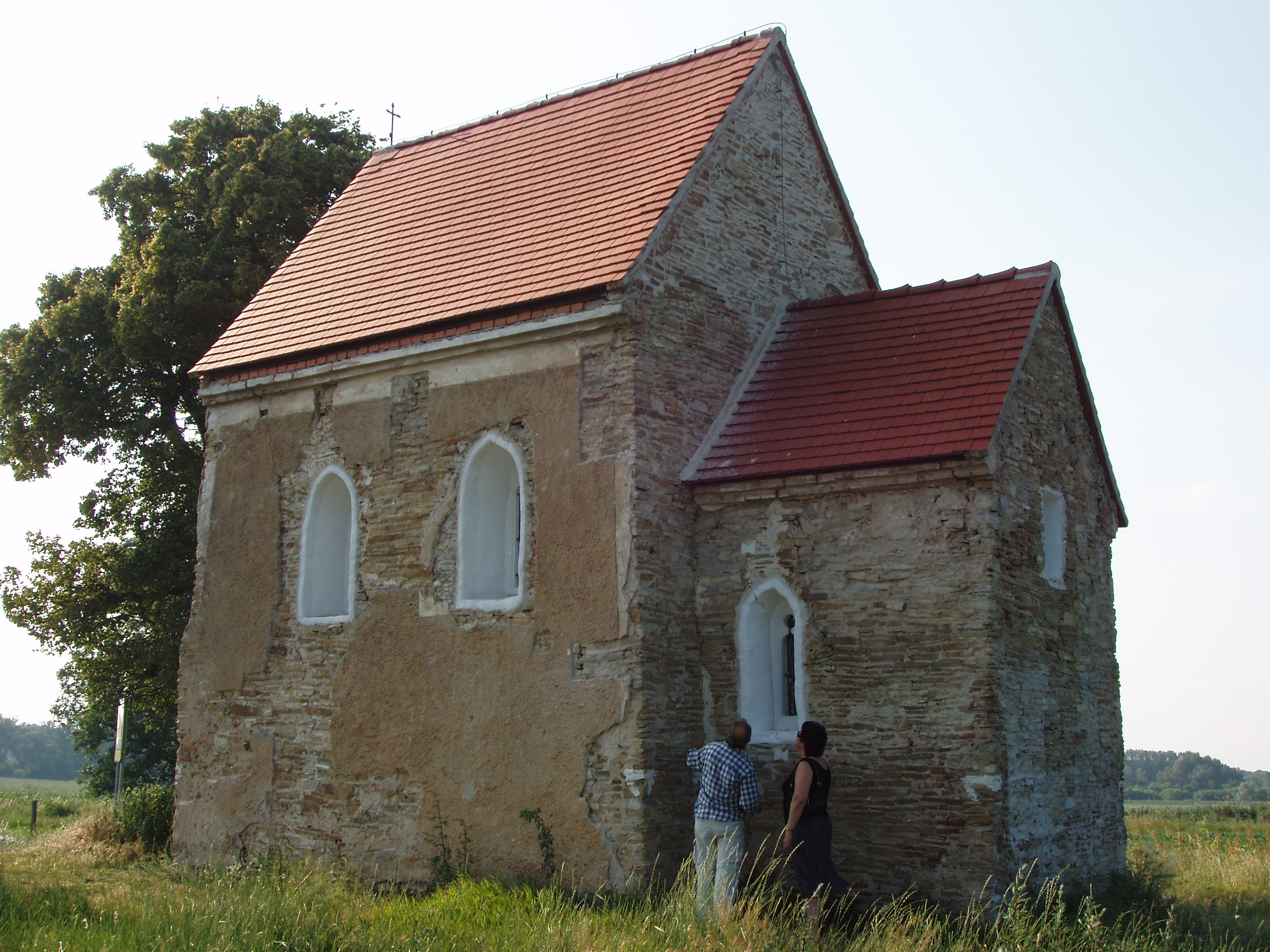
Церква святої Маргарити Антіохійської (Копчани), Словаччина, IX сторіччя).

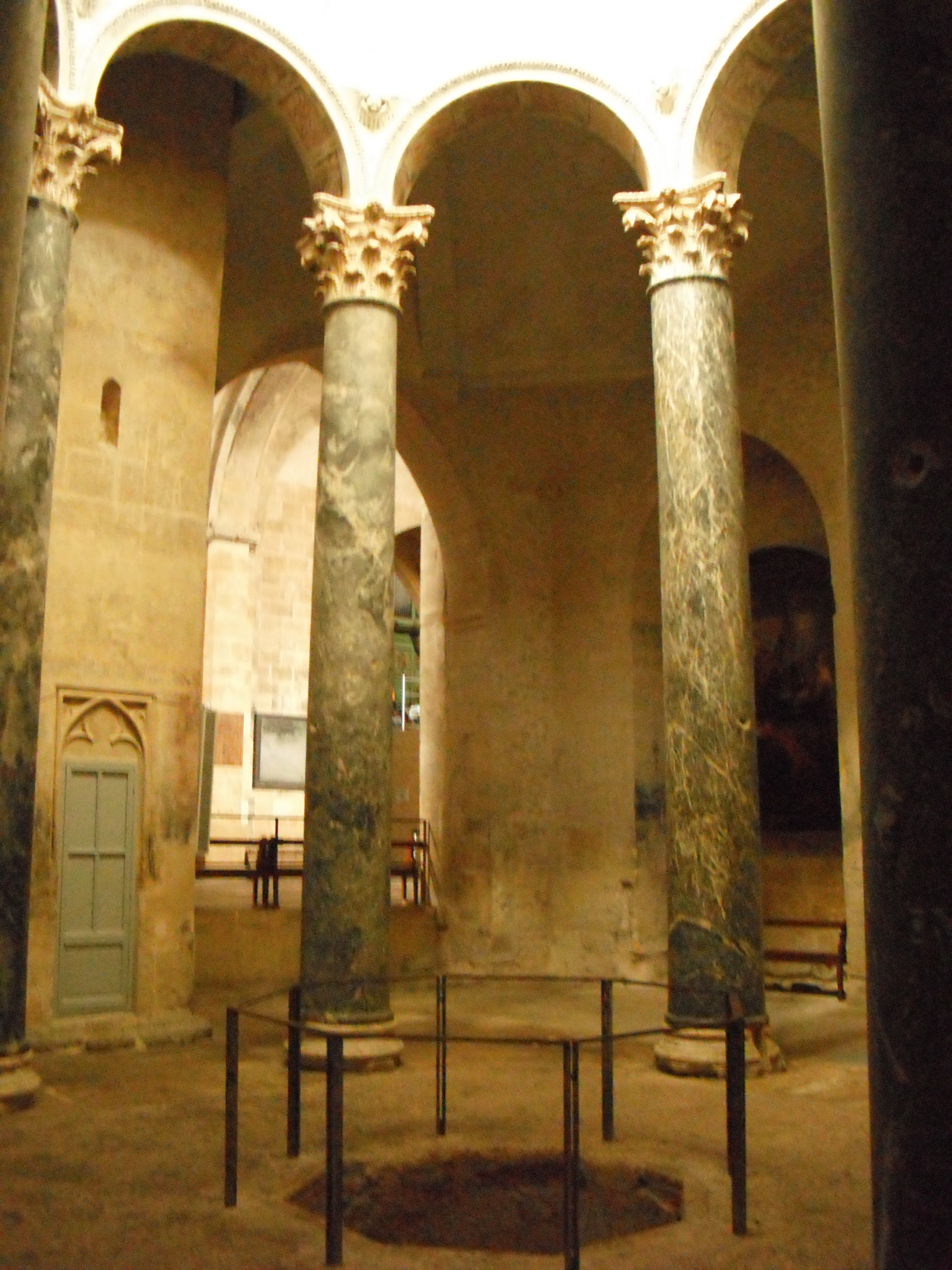
Баптистерій собору в Екс-ан-Прованс, побудований Меровінгами бл. 500 р.

Основною темою протягом цього періоду був процес зміщування та поглинання класичних середземноморських та християнських форм з германськими, створення на їх основі цікавих нових форм, що в результаті привело до початку періоду романського мистецтва в XI сторіччі. Зокрема у будівництві церков з'явилось багато нових форм, які у період романіки та готики стали стандартами, наприклад, клуатр, два види середохрестя, вестверк, церковні вежі.
На лінії розвитку середньовічного мистецтва дороманському мистецтву передувало мистецтво періоду міграцій «варварських» народів: гіберно-саксонське Британських островів та переважно меровінзьке мистецтво континентальної Європи.

## Історія
На більшій частині Європи римська архітектурна традиція пережила розпад імперії. Меровінги (Франки) продовжували будувати великі кам'яні будівлі на кшталт монастирів та палаців.
Об'єднання Франкського королівства Хлодвігом (465–511) та його наступниками породило потребу у будівництві церков, особливо монастирських, оскільки вони ставали стовпами меровінзької церкви. На південь від Луари вже існувало двісті монастирів, коли ірландський місіонер Святий Колумбан прибув у континентальну Європу в 585 році, і лише через 100 років тільки в імперії Меровінгів їх було понад чотириста. Будівельні плани переважно наслідували традиції римських базилік.
За археологічними знахідками було реконструйовано багато планів меровінзьких будівель. В «Історії Франків» єпископа Григорія Турського наведений опис базиліки Святого Мартіна, що була побудована в Турі Святим Перпетусом (єпископ в 460–490) на початку дороманського періоду та на той час на межі території франків. Цей опис дає підстави жалкувати про втрату цієї будівлі як однієї з найкрасивіших меровінзьких церков, яка за його описом мала 120 мармурових колон, вежі зі сходу та декілька мозаїк: «Базиліка Святого Мартіна мала вертикальний наголос та комбінацію блоків, які створювали складний внутрішній простір та відповідно багатий зовнішній силует, які мали стати визначними прикладами романського мистецтва».
Меровінгів 752 р. змінили Каролінги, що сприяло розвитку Каролінзької архітектури в 780—900 рр. та Оттонської архітектури в Священній Римській імперії з середини X до середини XI сторіччя. Ці послідовні франкські династії зробили значний внесок в романську архітектуру.

## Імперські стилі

### Каролінзьке мистецтво

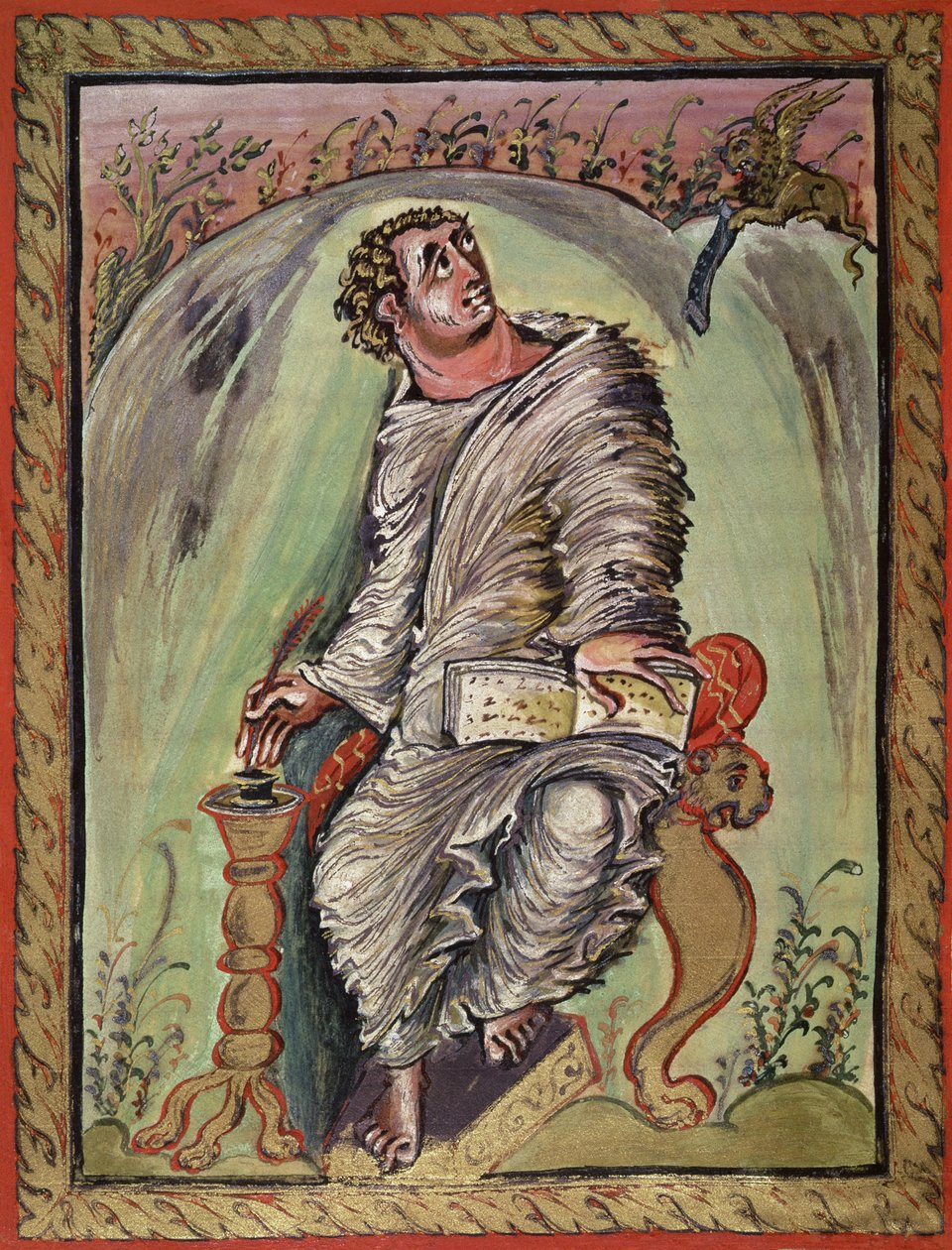
Образ Св. Марка з Євангеліє Еббона, приклад каролінзьких ілюстрацій

Каролінзьке мистецтво охоплює період приблизно 120 років між 780 та 900 роками, час правління Карла Великого та його прямих нащадків, відомий як Каролінзьке відродження. Хоча воно тривало короткий період, воно був дуже впливове, вперше поєднавши класичні форми давньоримського мистецтва з інноваційними новими формами, як наприклад натуралістичні контурні малюнки фігур. Каролінзькі церкви були переважно базиліками, як і раннєхристиянські церкви Риму, та як правило мали вестверки, які вважаються попередниками західних фасадів wсередньовічних соборів. Оригінальний вестверк зберігся до нашого часу в абатстві Корвей, побудованому в 885 році.
Після досить хаотичного періоду після Каролінгів, нова Саксонська династія відновила імперське мистецтво приблизно з 950 році, продовжуючи та розвиваючи цей стиль у новому оттонському мистецтві.

### Оттонське мистецтво
Германьське дороманське мистецтво протягом періоду у 120 років між 936 та 1056 рр. називається оттонським мистецтвом за ім'ям трьох саксонських імператорів Оттонів (Оттон I, Оттон II, та Оттон III), які правили Священною Римської імперією з 936 до 1001 р. Будівлі та об'єкти мистецтва, які створювались в цей час, поєднували традиції Пізньої Античності, Каролінгів та Візантії.
Багато об'єктів оттонського мистецтва показували бажання династії встановити візуальний зв'язок з християнськими правителями Пізньої Античності, такими як Костянтин, Теодоріх та Юстиніан, та з їхніми попередниками з династії Каролінгів, особливо з Карлом Великим.
Оттонські монастирі створювали чудові ілюміновані манускрипти, користуючись покровительством імператорів та єпископів.

## Регіональні стилі

### Хорватія

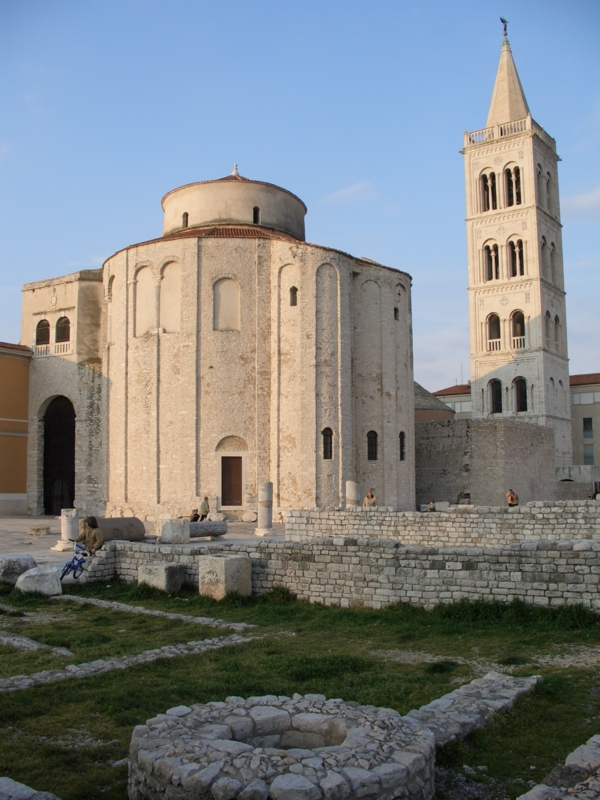
Дороманська церква святого Доната в Задарі, IX ст.

В VII сторіччі хорвати, з іншими слов'янами та аварами, прийшли з Північної Європи до регіону, де живуть зараз. Перші хорватські церкви були побудовані як королівські святилища, а вплив давньоримського мистецтва був найбільший у Далмації, яка була найбільш урбанізована. Поступово цей римський вплив був відкинутий та з'явилися певні спрощення та зміни успадкованих форм та навіть були створені оригінальні будівлі.
Всі будівлі (дюжина великих та сотні маленьких) були побудовані з грубо обтесаного каміння та покриті зовні товстим шаром вапнякової «шуби». Великі церкви буди видовжені, з одним або трьома навами, наприклад як у церкві Святого Спаса (хорв. Crkva Sv. Spasa) біля витоку річки Цетина, побудованої у IX сторіччі, або церква Святого Хреста Ніні. Найбільша та найбільш складка церква з церква з IX сторіччя присвячена Святому Донату у Задарі.
Вівтарні огорожа та вікна тих церков були сильно орнаментовані з прозорим неглибоким схожим на стрічку орнаментом, який має назву хорв. pleter (означає «обплетення», «заростання бур'янами»), оскільки стрічки переплітаються між собою. Мотиви цих рельєфів були взяти з давньоримського мистецтва; крім цього орнаменту, деколи з'являлись фігури з Біблії, які однак досить швидко вийшли з ужитку. Те саме трапилось і з написами глаголицею — досить швидко вони були заміщені латиною на вівтарній огорожі та архітравах старохорватських церков.

### Англія

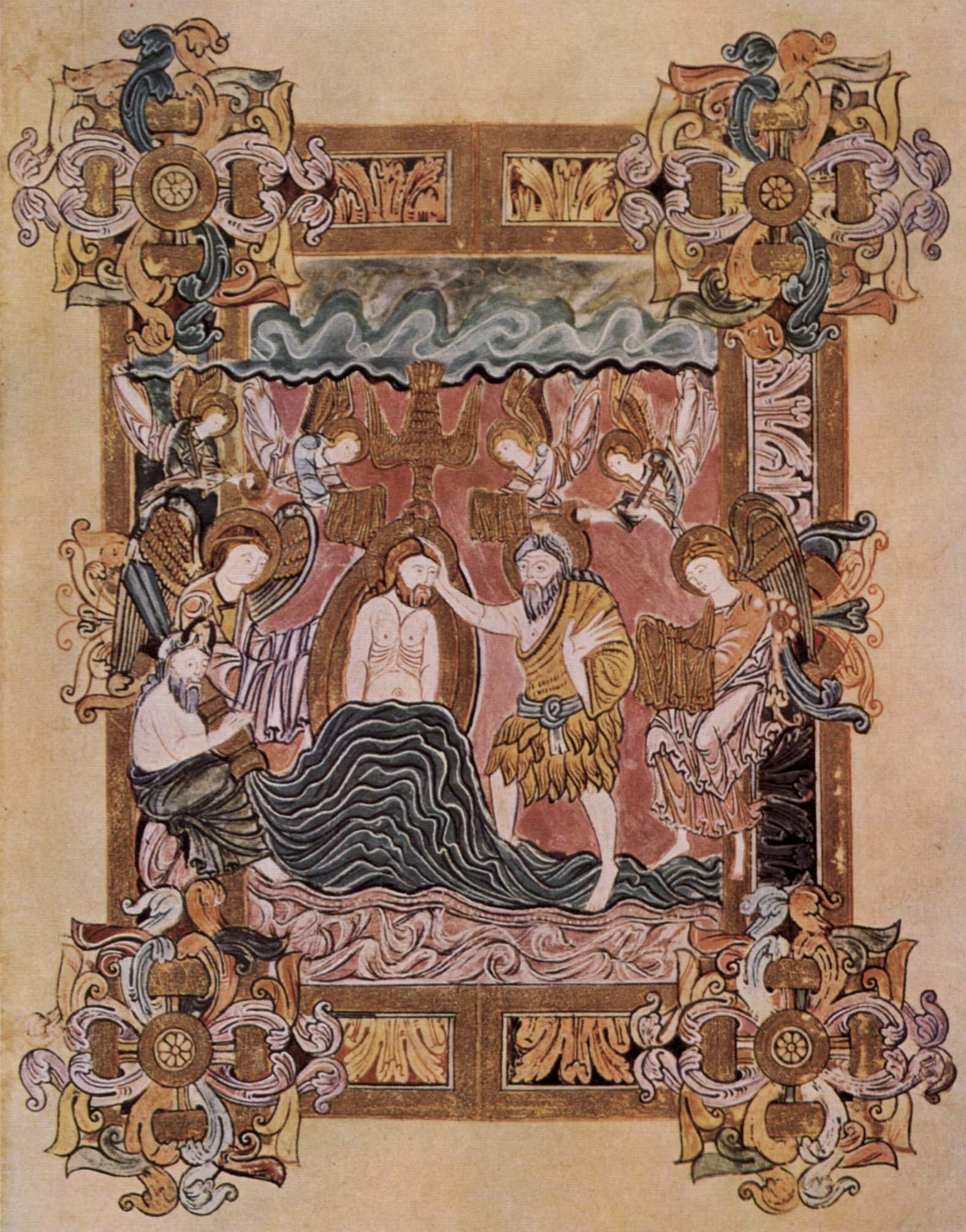
Молитовник Святого Етельвольда, англо-саксонський ілюмінований манускрипт

Англосаксонське мистецтво охоплює період від короля Альфреда (885), коли почалося відновлення англійської культури після припинення набігів вікінгів, до початку XII сторіччя, коли поширилось романське мистецтво. До нього існувало гіберно-саксонське острівне мистецтво, яке було результатом змішування англосаксонських та кельтських технік та мотивів, яке переважно занепало у Ірландії та Англії з початком набігів вікінгів. Англосаксонське мистецтво сьогодні переважно відоме своїми ілюмінованими манускриптами та роботою по металу (прикраси та предмети вжитку).

### Франція
Після падіння імперії Каролінгів, Франція поділилася на ряд феодальних провінцій. За відсутності імперського покровительства, французьке мистецтво X–XI сторіч локалізувалось довкола великих монастирів та не мало складності та вишуканості придворного стилю.
Численні регіональні стилі розвинулись в залежності від того, які ілюміновані каролінзькі манускрипти були їм доступні (для натхнення та копіювання), та наявності подорожуючих митців. Монастир Святого Бертана в Сент-Омерістав важливим центром під час абата Odbert (986—1007); в цей час був створений новий стиль на основі англосаксонських та каролінзьких форм. Розташоване неподалік від нього абатство Святого Ведаста також створило ряд робіт. У південнозахідній Франції у абатстві Святого Марціала в Ліможі, а також в Альбі, Фіжаку та Сен-Севе-де-Рюстані в Гасконі бл. 1000 року було створено цілий ряд ілюмінованих манускриптів. В Парижі свій стиль мало абатство Сен-Жермен-де-Пре.

### Іспанія та Португалія

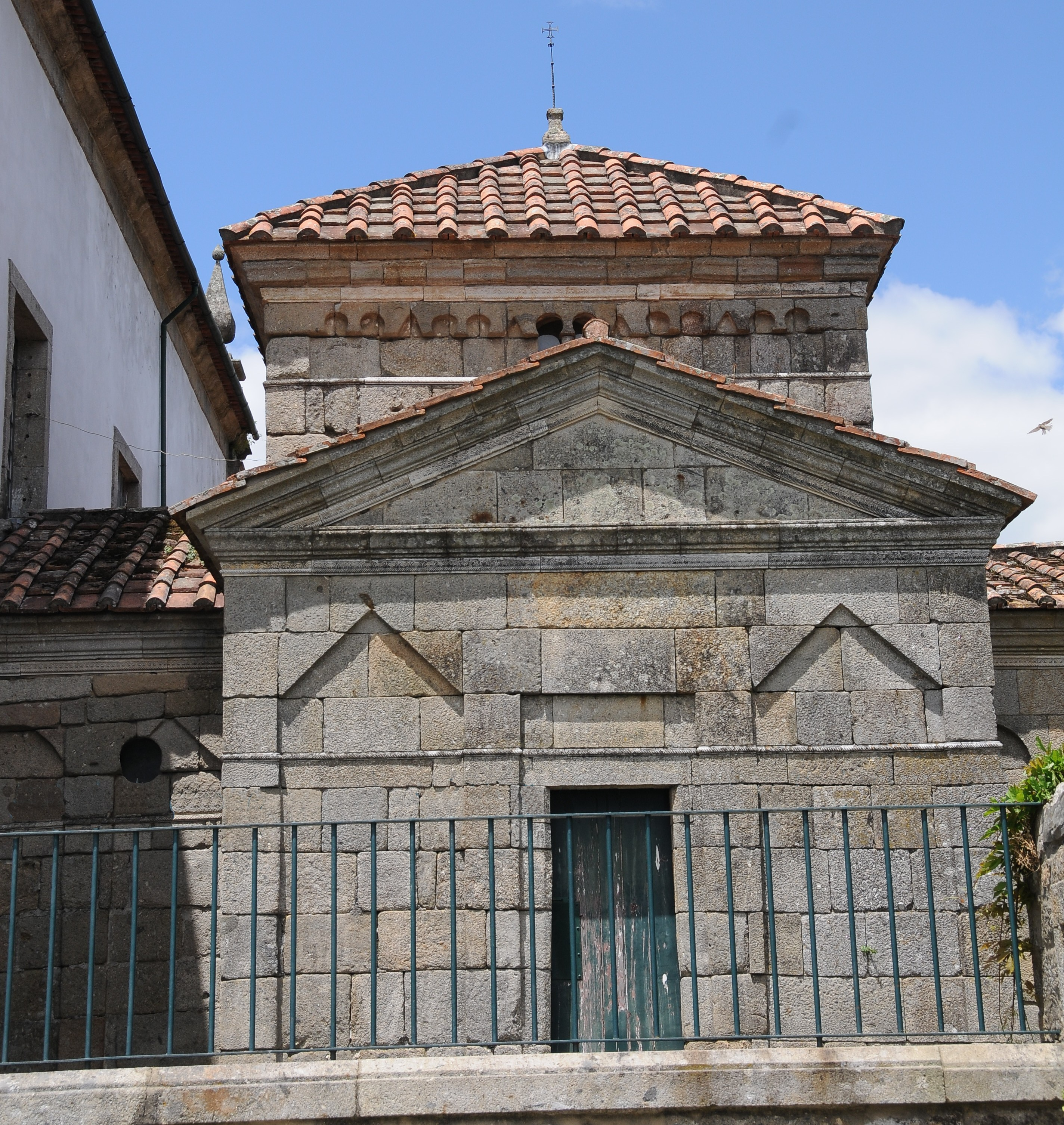
Каплиця Святого Фрутуозо в місті Брага (Португалія).

Першим стилем дороманського мистецтва в Іспанії та Португалії було вестготське мистецтво, яке привнесло арки у формі підкови до пізнішої арабської архітектури Аль-Андалус та створювало прикраси.
Після вторгнення арабів на Іберійський півострів, дороманське мистецтво спочатку було обмежене кордонами Астурійського королівства, єдиного християнського королівства на півострові, мистецтво якого мало вирізняльні ознаки (див. астурійське мистецтво). Мосараби, християни, які жили на території маврів в Аль-Андалусі, створили власний архітектурний стиль та стиль ілюмінування манускриптів, — мосарабське мистецтво.
Найкраще збереженим монументом вестготів в Португалії є каплиця Святого Фрутуозо в місті Брага.

### Італія
У Південній Італії відбувалось змішування візантійської, арабської та норманської культур, а на півночі Італії переважно домінувала культура Каролінгів. Сицилійські нормани замовляли оздоблення своїх церков у візантійських майстерень, що видно, наприклад, у кафедральних соборах Монреале та Чефалу, де збереглися повні іконографічні програми мозаїки. В цей період були створені ряд важливих фресок та ілюмінованих манускриптів.

## Значущі пам'ятки дороманської архітектури

### Архітектура вестготів та остготів
- Мавзолей Теодоріха в Равенні
- Баптистерії у французькому Провансі: Фрежусі, Венаску, Р'є, Екс-ан-Провансі

### Меровінзька архітектура
- Баптистерій Сен-Жан (Пуатьє)
- Крипта Св. Павла в Жуаррі
- Баптистерій церкви у Венаску

### Лангобарди (до 774)
- Санта Марія ін Валле/Чивідале-дель-Фріулі (також відома як італ. Tempietto Longobardo), Італія
- Капітелі та фрагменти в Sant'Eusebio та Санта Марія делле Качче в Павії, Італія

### Каролінзька архітектура
- Райхенау (монастир)
- Надбрамна зала в Лорші
- Палацова капела в Аахені, Німеччина
- Вестверк монастирської церкви абатства Корвей
- Церква Святого Михайла (Фулда), Німеччина
- Ораторій в Жерміньї-де-Пре, Франція
- Церква Святого Йохана (Майнц), Німеччина
- Церква Святого Юстіна в районі Хьохст Франкфурта-на-Майні, Німеччина
- Базиліка Айнгарда (Штейнбах) в Оденвальді, Німеччина
- Базиліка Айнгарда (Зелігенштадт), Німеччина
- Бенедиктинській монастир Святого Іоанна, Мюстаїр, Швейцарія
- План святого Галла — це каролінзький малюнок бенедиктинського «ідеального» монастиря, який вплинув на всю наступну монастирську архітектуру. З 2013 року на півдні Німеччина розпочався проект Campus Galli — спроба реалізувати план у натурі.

### Оттонська архітектура
Найважливіші будівлі:
- Церква Святого Михайла (Гільдесгайм), Німеччина
- Церква Святого Пантелеймона (Кельн), Німеччина
- Монастирська церква Св. Кіріякуса (Гернроде) та крипта Віпертікірхе в Кведлінбурзі, Німеччина
- Східна сторона Майнцького собору, Німеччина
- Вестверк Ессенського собору, Німеччина

### Астурійська архітектура (Іспанія)
Йдеться про будівлі Астурійського королівства, християнської держави — наступника Вестготського королівства у північній частині Іспанії (718—910 рр.).
- Церква Сан-Сальвадор-де-Вальдедіос (893 р.) біля Вільявісьйоса
- Церква Сан Мігель де Лільо (848 р.) та королівський палац, пізніше церква Санта Марія дель Наранко (848) біля Ов'єдо (Світова спадщина ЮНЕСКО[5])
- Сант'янес де Правіа (між 774 та 783 рр.) біля Правія

### Старохорватсьва дороманська архітектура
- Церква святого Доната
- Церква Святого Хреста (Нін)